# 北京市規劃展覧館
北京市規劃展覧館（ペキンしきかくてんらんかん）は中華人民共和国北京市、天安門広場近くにある北京市の都市計画に関する博物館もしくは資料館である。北京市中心部の巨大な模型をメインに、北京オリンピック関連施設に関する展示がある。

## 展示
- 2階には北京の区部それぞれの紹介がブース形式で展示されている。
- 3階には北京オリンピックの開催年である2008年時点の北京市中心部の巨大な模型、紫禁城の模型、北京の歴史的建築物の展示がされている。また、建築家、ザハ・ハディドのデザインによる未来の住宅の展示もある。
- 4階にはシアターがあり、北京の歴史、および未来の北京に関するCGを駆使したムービーが放映されている。また、オリンピック関連施設に関する展示も行われている。

## アクセス
北京地下鉄2号線　前門駅下車